# 2-pentylacetaat
2-pentylacetaat is een organische verbinding met als brutoformule C7H14O2. Het is een kleurloze vloeistof met de kenmerkende geur van fruit. De stof wordt gebruikt als geurstof.

## Toxicologie en veiligheid
De stof reageert met oxiderende stoffen met kans op brand en ontploffing en tast vele kunststoffen aan.
2-pentylacetaat is irriterend voor de ogen, de huid en de luchtwegen. Blootstelling aan een hoge dosis kan verminderd bewustzijn veroorzaken.